# DM i cykelcross 2020
Danmarksmesterskaberne i cykelcross 2020 var den 51. udgave af DM i cykelcross. Mesterskabet fandt sted 12. januar 2020 ved tennisbanerne på Frederikshøjvej i Slagelse.
Hos kvinderne vandt Caroline Bohé det andet danmarksmesterskab i træk og det tredje i karrieren. Sebastian Fini vandt elite-herrernes løb for tredje år i træk, og det fjerde i karrieren.

## Resultater
| Event        | Guld           | Sølv                   | Bronze              |
| ------------ | -------------- | ---------------------- | ------------------- |
| Herrer       |                |                        |                     |
| Herrer elite | Sebastian Fini | Jonas Lindberg         | Lasse Laugesen      |
| U23 Herrer   | Joshua Gudnitz | Markus Kaad Heuer      | Mads Høiberg Klinke |
| Herrejunior  | Gustav Wang    | Oliver Vedersø Sølvhøj | Tobias Lillelund    |
| Damer        |                |                        |                     |
| Damer elite  | Caroline Bohé  | Anna-Sofie Nørgaard    | Marie Barbara Holm  |